# 寒の地獄温泉
寒の地獄温泉（かんのじごくおんせん）は、九重連山の登山口、大分県玖珠郡九重町（旧国豊後国）にある温泉。九重九湯の1つである。九重・飯田高原観光協会が提唱する「くじゅう連山温泉郷」にも含まれる。

## 泉質
- 硫化水素泉
  - 源泉温度13～14℃[1]
  - 湧出量は毎分2,160リットルと非常に多い[2]。

効能は神経痛、打ち身、火傷、骨折、捻挫など。

## 概要
開湯は江戸時代末期の1849年。九重連山の麓、標高1,100mから噴出する冷泉である。
古くは「冷泉行進曲」という歌を歌いながら入ったという。混浴のため、水着や下着を着用する。冷泉の隣にはストーブを焚いた暖房室が用意されており、冷泉と暖房室を往復するのが伝統の入浴法である。
その温度から、後述するサウナの整備以前は冷泉の入浴は6月上旬～9月末までであった。別室に冷泉を沸かした湯舟も用意されており、その隣でも小型の冷泉の湯船が用意されている。
2017年7月1日に五右衛門風呂が暖房室に追加された。現在は撤去済み。
冷泉は温泉ファンやサウナファンより「日本一の水風呂」と称されており、通年利用やサウナの導入を求める声があった。2023年7月に、使用されていなかった暖房室がセルフロウリュ可能の「暖の地獄サウナ」へと改築され、これに伴い年中冷泉に入浴できるようになった。

## 温泉街
日本秘湯を守る会にも属する寒の地獄旅館が存在する。創業1928年。山麓の一軒宿で温泉街は無いが、やまなみハイウェイ沿いの隣のバス停（くじゅう登山口）に「長者原ヘルスセンター」、逆側のバス停は「星生温泉」「牧の戸温泉」と一軒宿が続いている。いずれも九重連山から湧出する硫化水素泉である。

## アクセス
別府・湯布院と阿蘇を結ぶやまなみハイウェイ（大分県道11号別府一の宮線）沿線の飯田高原にある一軒宿。宿の前に停留所があり、由布院駅や阿蘇駅からバスの便があるが、便数が少なく時間帯も片寄っている。